# Cecilia Gentili
Pour les articles homonymes, voir Gentili.
Cecilia Gentili, née le 31 janvier 1972 à Gálvez (Argentine), et décédée le 6 février 2024 à New York, est une actrice et défenseuse argentino-américaine des droits des personnes transgenres et des travailleuses du sexe.
Elle est connue pour son activisme à New York où elle occupe des postes de direction au sein des organisations à but non lucratif LGBTQ de lutte contre le VIH/SIDA comme GMHC et APICHA. Elle cofonde une clinique gratuite pour les travailleuses du sexe au centre de santé communautaire Callen-Lorde, cofonde DecrimNY, une organisation qui obtient la décriminalisation du travail du sexe à New York et l'abrogation la loi « Walking while trans », et fonde le Trans Equity Consulting. Elle intente une action en justice contestant la suppression par l'administration Trump des protections contre la discrimination en matière d'identité de genre dans l'Affordable Care Act.

## Biographie

### Enfance au Brésil
Cecilia Gentili est née en janvier 1972 et grandit dans la ville argentine de Gálvez dans la province de Santa Fe. Ses parents sont Italiens et Argentins.
Elle est agressée sexuellement entre l'âge de 6 et 10 ans par un voisin. Elle révèle son homosexualité à l'âge de 12 ans et décrit sa mère comme « plutôt ouverte d'esprit », son père comme « dans le déni absolu », et déclare que son frère avait du mal à l'accepter. La grand-mère de Cecilia Gentili, une femme autochtone de la campagne, est « la seule personne vraiment ouverte à une conversation sur le genre ». Elle assiste avec elle aux offices baptistes lorsqu'elle est enfant.
Cecilia Gentili est régulièrement agressée verbalement et physiquement dans la rue, parfois par les autorités locales, car à la fin des années 1980 et au début des années 1990, il est illégal de porter des vêtements du sexe opposé en Argentine. Elle déménage à Rosario, une plus grande ville, pour fréquenter l'université. C'est là qu'elle rencontre une personne trans pour la première fois et commence à s'identifier comme transgenre. À 26 ans, elle décide de s'installer aux États-Unis à la recherche d'une vie meilleure.

### La vie aux États-Unis

#### Changement de nom et de citoyenneté
Après avoir vécu au Brésil, Cecilia Gentili part aux États-Unis. Elle vit d'abord à Miami, où elle a du mal à trouver un emploi faute de statut légal. Deux semaines après son arrivée à Miami, elle est arrêtée pour prostitution et placée dans une prison pour hommes. Elle continue de vivre à Miami pendant cinq ans. Au cours des années suivantes, elle lutte contre la toxicomanie, s'engage dans le travail du sexe, passe plus de temps en prison et fait face à une mesure d'expulsion.
Lorsque Cecilia Gentili déménage à New York en 2003, elle est à la fois sans papiers et travailleuse du sexe. En 2009, elle est arrêtée pour possession de drogue et emprisonnée sur l'île Rikers, mais elle est finalement libérée avec un bracelet à la cheville car elle ne pouvait pas être hébergée en toute sécurité avec des hommes ou des femmes, étant agressée par les deux groupes.
Elle obtient l'asile aux États-Unis en 2011 et change légalement de nom l'année suivante. Elle suit ensuite un programme de désintoxication. Elle devient citoyenne américaine en septembre 2022.

#### Activisme LGBTQIA+
En 2010, Cecilia Gentili débute un stage au LGBT Center, où elle commence à travailler sur le NYC Anti-Violence Project. De 2012 à 2016, elle est coordinatrice du programme de santé trans au Apicha Community Health Center de New York,. Puis de 2016 à 2019, elle est directrice des politiques au GMHC, une organisation de lutte contre le sida à New-York et la première organisation au monde dédiée à la prévention du VIH/SIDA.
Alors qu'elle fait partie du GMHC, elle défend la loi sur la non-discrimination en matière d'expression de genre (GENDA), un projet de loi d'État qui est finalement promulgué en 2019. Cecilia Gentili participe activement à la formation et dirige la campagne DecrimNY (créée en 2019), qui réussit à décriminaliser le travail du sexe à New York et à abroger la loi « Marcher en étant trans » qui criminalisait la « flânerie à des fins de prostitution » et était utilisée pour injustement cibler, harceler et arrêter les femmes transgenres de couleur,. Elle est également la principale dirigeante du Lorena Borjas Trans Equity Fund NYC, qui fournit 1,8 million de dollars à des organisations luttant pour les droits des personnes transgenres.
En 2019, elle fonde Trans Equity Consulting, une société de conseil en développement qui cherchait à cibler les femmes trans de couleur, les immigrantes, les travailleuses du sexe et les personnes incarcérées. Cette année-là, elle rejoint également le conseil d'administration de la Stonewall Community Foundation, une organisation de subventions basée à New-York axée sur les LGBTQ, où elle sert jusqu'à sa mort. En 2020, elle anime Fierce Futures, une collecte de fonds soutenant les organisations qui viennent en aide aux personnes trans noires.
En 2020, sous l'administration Trump, le ministère de la Santé et des Services sociaux supprime les dispositions de la loi sur les soins abordables concernant la discrimination sexuelle, qui incluaient l'identité de genre, quelques jours avant que la Cour suprême ne rende une décision annulant les protections de la loi sur les droits civils sur la base de le sexe s’étend aux personnes gays et transgenres. Cecilia Gentili et Tanya Asapansa-Johnson Walker intentent une action en justice contre le ministère avec l'aide de la Human Rights Campaign et du cabinet d'avocats BakerHostetler, arguant que la règle « contrevient directement » à la décision de la Cour suprême,.
Cecilia Gentili est cofondatrice de la clinique du centre de santé communautaire Callen-Lorde « Cecilia's Occupational Inclusion Network » (COIN), le premier centre de santé dédié aux travailleuses du sexe sur la côte Est, créé en 2021,,,.
En octobre 2023, elle fait partie des centaines de personnes arrêtées lors d'un rassemblement appelant à un cessez-le-feu à Gaza organisé par l'organisation antisioniste Jewish Voice for Peace.
Elle est l'une des principales voix parmi les centaines de contributeurs du New York Times qui se sont prononcées contre la couverture biaisée du journal sur les personnes transgenres.

### Carrière artistiques: séries télévisées, livre et festival de musique
En 2016, Cecilia Gentili joue dans la mini-série télévisée The Trans Literacy Project.
En 2017, elle monte The Knife Cuts Both Ways, un spectacle solo comique basé sur des histoires légères de sa vie,. Cette année-là également, elle pose pour le créateur de mode américain Gogo Graham.
Cecilia Gentili joue dans Pose réalisée par Ryan Murphy de 2018 à 2021, une série télévisée suivant les femmes trans de couleur au milieu de la crise du sida dans les années 1980 à New York. Elle incarne le rôle de Mme Orlando, « une figure emblématique qui proposait des opérations de chirurgie esthétique à prix réduit à New York »,. Cette série la fait connaître plus largement au grande public,.
En 2022, elle publie son premier livre, Faltas : Lettres à tout le monde dans ma ville natale qui n'est pas mon violeur, qui remporte un Stonewall Book Award pour la non-fiction. Elle débute son émission autobiographique hors Broadway librement basée sur le livre Red Ink en 2023,. Elle avait prévu de reprendre la série en avril 2024.
En 2023, elle crée et coorganise « Transmissions Fest », le premier festival de musique entièrement trans à New-York, dont les bénéfices sont reversés à des œuvres caritatives LGBTQ+.

### Vie privée
Au moment de sa mort, Cecilia Gentili partageait son temps entre Brooklyn avec son partenaire, avec qui elle était depuis le milieu des années 2010, et sa maison dans le nord de l'État de New-York.
Elle assiste aux services baptistes et catholiques au cours de sa vie, mais a trouvé ces expériences traumatisantes et en est venue à s'identifier comme athée. En novembre 2023, elle déclare dans une interview qu’elle explore son rapport à la religion.

### Mort et héritage
La famille de Cecilia Gentili annonce son décès sur son compte Instagram le matin du 6 février 2024. Des hommages lui sont rendus par Sarah Kate Ellis, présidente-directrice générale de GLAAD (Gay & Lesbian Alliance Against Defamation), Chase Strangio, directeur adjoint de la justice transgenre du projet national LGBT et VIH de l'ACLU, Kathy Hochul, gouverneure de l'État de New York, Patrick McGovern, PDG de Callen-Lorde, et Brad Hoylman, sénateur de l'État de New York, et d'autres acteurs de Pose tels qu'Angelica Ross et Mj Rodriguez,,.